# Abd Allah ibn az-Zubayr
 (janvier 2020).
Si vous disposez d'ouvrages ou d'articles de référence ou si vous connaissez des sites web de qualité traitant du thème abordé ici, merci de compléter l'article en donnant les références utiles à sa vérifiabilité et en les liant à la section « Notes et références ».

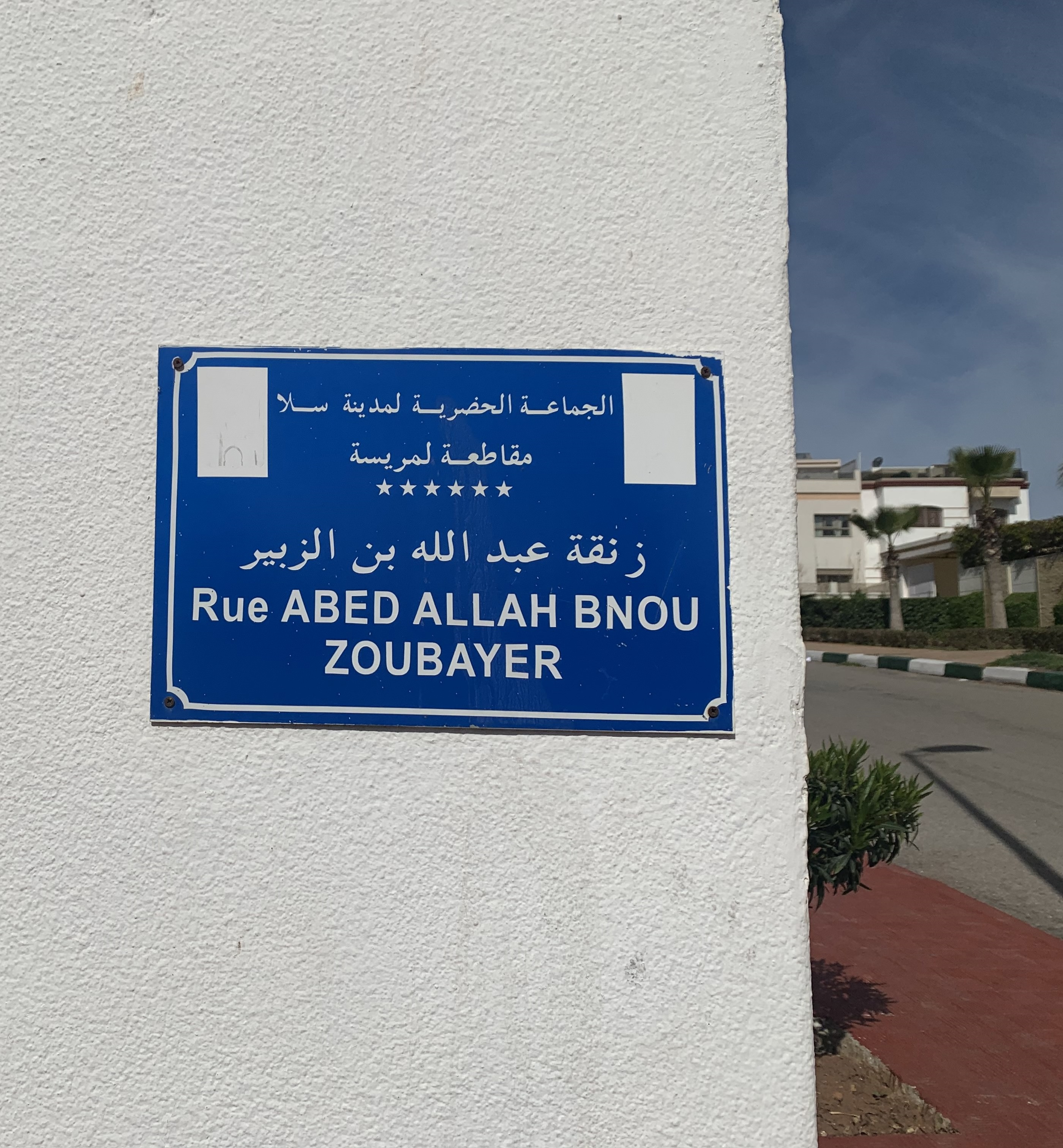
Rue au nom d'Abd Allah ibn az-Zubayr à Salé, au Maroc

Abd Allah ibn az-Zubayr (arabe : أبو بكر عبد الله بن الزبير), né à Médine en 624 et mort à La Mecque en 692, était un chef musulman d'un califat basé à La Mecque.
Il était membre de la tribu des Banu Assad, ainsi que du clan qurayshite des Banû 'Abd al'Uzza,[réf. nécessaire] fils d'Asmaa, la fille d'Abou Bakr compagnon de Mahomet, élu comme premier chef de la confédération médinoise après le décès du prophète (selon l'historiographie officielle), et la sœur d'Aïcha, la plus jeune épouse de Mahomet (même source).
Premier-né des émigrés (muhadjirun) selon la tradition, il serait né en l'an deux de l'hégire dans le camp de Médine, et aurait donc été confronté à la bataille de Badr, indirectement. À l'âge de 12 ans, il aurait accompagné son père Zubayr ibn al-Awwam dans la bataille du Yarmouk qui se conclut par la conquête de la Syrie par les armées d'Omar ibn al-Khattâb.

## La révolte d'Abd Allah ibn az-Zubayr
Abd Allah ibn az-Zubayr ne semble pas avoir d'activité politique sous le règne du calife omeyyade Mu'awiya I, mais à l’accession au pouvoir de son fils Yazid I, il refuse de faire allégeance.
Après la mort de Husayn à la bataille de Kerbala, il retourne au Hijaz où il s’autoproclame commandeur des croyants.[réf. nécessaire] Il commence alors à renforcer sa position et nomme un gouverneur à Koufa.[Quoi ?] Rapidement il étend son influence au Yémen et même à certains établissements arabes de Syrie et à Fustat en Égypte. Il bénéficie largement du soutien des Arabes qui revendiquent une identité propre et dont les tribus syriennes marginalisées acceptent la suzeraineté en se soudant en grande confédérations (Qays) et parallèlement, des Arabes « émigrés » de l'Irak qui souhaitent conserver leurs privilèges de rente non nominatives.
Yazid tente d’envahir le Hijaz, mais sa mort soudaine met fin à cette campagne laissant les Omeyyades en guerre civile entre les deux tribus des Qays et Yaman.
Les établissements arabes du Sham (Homs et Damas) proclament dès lors Marwan ibn al-Hakam comme commandeur des croyants en 684 ; l'année suivante, son fils ʿAbd Al-Malik lui succède et entame la conquête de l'Irak.
La guerre civile s'installe, c'est la deuxième fitna. ‘Abd Allah ibn Zubayr détruit la Kaaba et prend la pierre noire pour la mettre en lieu sûr. Tabari rapporte que l'année suivante ‘Abd Allah Ibn Zubayr prétendit avoir découvert les fondations de l’authentique Kaaba construite par Abraham. ‘Abd Allah ibn Zubayr perd le soutien égyptien et Abdelaziz ibn Marwan prend le contrôle du camp de Fustat et ses alliés tribaux sont soit écrasés soit retournés en Syrie.
Ces événements se combinent avec la révolte des kharidjites en Irak.[Quoi ?] ‘Abd Allah Ibn Zubayr ne garde en soi que le Hijaz vers 688.[Quoi ?] Finalement ʿAbd Al-Malik, envoie son vassal Al-Hajjaj ben Youssef comme gouverneur de l'Irak. Sa répression anti-alide, anti-hachémite et anti-zobeyride est restée comme le symbole de la cruauté de l'État à l'égard des sunnites alides et des chiites.
Il conquiert alors le Hijaz et aurait bombardé La Mecque à la catapulte, et endommageant un mur de la Kaaba.
Al-Hajjaj ben Yusef vainc Zubayr et le tue, le décapite et crucifie son cadavre en 692, les Marwanides orientent dès lors la propagande autour d'une « rébellion » zubayride, et le célèbre collecteur de hadith (sentences, sermons, alors interprétés de plus en plus comme actes et propos de Mahomet), son frère, Urwa ibn Al-Zubayr, se rallie immédiatement au pouvoir omeyyade et contribue à justifier son entreprise législative par une ascendance hachémite, arabe et prophéto-coranique.